# Campeonato Sudamericano Sub-20 de Futsal de 2022
El Campeonato Sudamericano Sub-20 de Futsal de 2022, o CONMEBOL Sub20 Futsal 2022, fue un torneo de selecciones masculinas juveniles de futsal de Sudamérica. Se realizó en el Estado La Guaira de Venezuela del 9 al 17 de septiembre del 2023, y fue organizado por la Confederación Sudamericana de Fútbol.
Participaron las diez selecciones nacionales de futsal afiliadas a la Conmebol. En la primera fase del torneo, los equipos se dividieron en dos grupos de cinco equipos, y los equipos de cada grupo se enfrentaron entre sí todos contra todos. Los dos mejores equipos de cada grupo avanzaron a semifinales, y los dos ganadores disputaron la final.

## Equipos participantes
| Equipos participantes | Equipos participantes | Equipos participantes | Equipos participantes | Equipos participantes |
| --------------------- | --------------------- | --------------------- | --------------------- | --------------------- |
| Argentina             | Bolivia               | Brasil                | Chile                 | Colombia              |
| Ecuador               | Paraguay              | Perú                  | Uruguay               | Venezuela             |

## Sede
La sede confirmada por la Federación Venezolana de Fútbol fue la ciudad de Maiquetía en el Estado La Guaira; todos los encuentros se desarrollaron en el Domo José María Vargas.

## Primera fase
- Los horarios corresponden a la hora legal de Venezuela (UTC-4).

### Grupo A
| Equipo    | Pts | PJ | PG | PE | PP | GF | GC | Dif |
| --------- | --- | -- | -- | -- | -- | -- | -- | --- |
| Argentina | 9   | 4  | 3  | 0  | 1  | 12 | 3  | +9  |
| Colombia  | 9   | 4  | 3  | 0  | 1  | 11 | 8  | +3  |
| Venezuela | 9   | 4  | 3  | 0  | 1  | 10 | 6  | +4  |
| Uruguay   | 3   | 4  | 1  | 0  | 3  | 5  | 11 | -6  |
| Ecuador   | 0   | 4  | 0  | 0  | 4  | 4  | 14 | -10 |

|  | Clasificado para la Fase final. |

| 9 de septiembre de 2023 | Ecuador | 2:3 (0:3) | Colombia | Domo José María Vargas, Maiquetía |                          |
| 17:00                   |         | Reporte   |          | Árbitro(s): Ulises Ureta          | Árbitro(s): Ulises Ureta |

| 9 de septiembre de 2023 | Venezuela | 4:1 (2:0) | Uruguay | Domo José María Vargas, Maiquetía |                            |
| 19:00                   |           | Reporte   |         | Árbitro(s): Felipe Ventura        | Árbitro(s): Felipe Ventura |

- Equipo libre:  Argentina

| 10 de septiembre de 2023 | Uruguay | 0:2 (0:1) | Argentina | Domo José María Vargas, Maiquetía |                              |
| 17:00                    |         | Reporte   |           | Árbitro(s): Henrry Gutiérrez      | Árbitro(s): Henrry Gutiérrez |

| 10 de septiembre de 2023 | Ecuador | 1:4 (0:0) | Venezuela | Domo José María Vargas, Maiquetía |                                 |
| 19:00                    |         | Reporte   |           | Árbitro(s): Christian Espindola   | Árbitro(s): Christian Espindola |

- Equipo libre:  Colombia

| 11 de septiembre de 2023 | Uruguay | 2:1 (1:1) | Ecuador | Domo José María Vargas, Maiquetía |                         |
| 17:00                    |         | Reporte   |         | Árbitro(s): Rolly Rojas           | Árbitro(s): Rolly Rojas |

| 11 de septiembre de 2023 | Argentina | 2:3 (0:2) | Colombia | Domo José María Vargas, Maiquetía |                            |
| 19:00                    |           | Reporte   |          | Árbitro(s): Alfredo Wagner        | Árbitro(s): Alfredo Wagner |

- Equipo libre:  Venezuela

| 13 de septiembre de 2023 | Argentina | 5:0 (4:0) | Ecuador | Domo José María Vargas, Maiquetía |  |
| 17:00                    |           | Reporte   |         |                                   |  |

| 13 de septiembre de 2023 | Colombia | 1:2 (0:0) | Venezuela | Domo José María Vargas, Maiquetía |  |
| 19:00                    |          | Reporte   |           |                                   |  |

- Equipo libre:  Uruguay

| 14 de septiembre de 2023 | Colombia | 4:2 (1:1) | Uruguay | Domo José María Vargas, Maiquetía |  |
| 17:00                    |          | Reporte   |         |                                   |  |

| 14 de septiembre de 2023 | Venezuela | 0:3 (0:1) | Argentina | Domo José María Vargas, Maiquetía |  |
| 19:00                    |           | Reporte   |           |                                   |  |

- Equipo libre:  Ecuador

### Desempate
Las selecciones de Argentina, Colombia y Venezuela empataron en puntos en el grupo A y triunfaron entre sí así que el próximo ítem de desempate se da por medio de una tabla general entre los equipos implicados.

### Tabla de desempate
| Equipo    | Pts | PJ | PG | PE | PP | GF | GC | Dif |
| --------- | --- | -- | -- | -- | -- | -- | -- | --- |
| Argentina | 3   | 2  | 1  | 0  | 1  | 5  | 3  | +2  |
| Colombia  | 3   | 2  | 1  | 0  | 1  | 5  | 5  | 0   |
| Venezuela | 3   | 2  | 1  | 0  | 1  | 2  | 4  | -2  |

### Grupo B
| Equipo   | Pts | PJ | PG | PE | PP | GF | GC | Dif |
| -------- | --- | -- | -- | -- | -- | -- | -- | --- |
| Brasil   | 12  | 4  | 4  | 0  | 0  | 33 | 3  | +30 |
| Chile    | 7   | 4  | 2  | 1  | 1  | 12 | 10 | +2  |
| Perú     | 6   | 4  | 2  | 0  | 2  | 8  | 23 | -15 |
| Paraguay | 3   | 4  | 1  | 0  | 3  | 9  | 12 | -3  |
| Bolivia  | 1   | 4  | 0  | 1  | 3  | 5  | 19 | -14 |

|  | Clasificado para la Fase final. |

| 9 de septiembre de 2023 | Chile | 5:1 (2:1) | Perú | Domo José María Vargas, Maiquetía |                              |
| 13:00                   |       | Reporte   |      | Árbitro(s): Jonnathan Herbas      | Árbitro(s): Jonnathan Herbas |

| 9 de septiembre de 2023 | Brasil | 10:0 (6:0) | Bolivia | Domo José María Vargas, Maiquetía |                           |
| 15:00                   |        | Reporte    |         | Árbitro(s): Junior Patiño         | Árbitro(s): Junior Patiño |

- Equipo libre:  Paraguay

| 10 de septiembre de 2023 | Chile | 0:4 (0:2) | Brasil | Domo José María Vargas, Maiquetía |                            |
| 13:00                    |       | Reporte   |        | Árbitro(s): Lautaro Romero        | Árbitro(s): Lautaro Romero |

| 10 de septiembre de 2023 | Bolivia | 1:2 (0:1) | Paraguay | Domo José María Vargas, Maiquetía |                              |
| 16:00                    |         | Reporte   |          | Árbitro(s): Daniel Rodríguez      | Árbitro(s): Daniel Rodríguez |

- Equipo libre:  Perú

| 11 de septiembre de 2023 | Paraguay | 1:2 (0:2) | Perú | Domo José María Vargas, Maiquetía |                          |
| 13:00                    |          | Reporte   |      | Árbitro(s): Félix Rumbos          | Árbitro(s): Félix Rumbos |

| 11 de septiembre de 2023 | Bolivia | 2:2 (0:1) | Chile | Domo José María Vargas, Maiquetía |                         |
| 15:00                    |         | Reporte   |       | Árbitro(s): Yuri García           | Árbitro(s): Yuri García |

- Equipo libre:  Brasil

| 13 de septiembre de 2023 | Paraguay | 3:5 (1:1) | Chile | Domo José María Vargas, Maiquetía |  |
| 13:00                    |          | Reporte   |       |                                   |  |

| 13 de septiembre de 2023 | Perú | 0:15 (0:4) | Brasil | Domo José María Vargas, Maiquetía |  |
| 15:00                    |      | Reporte    |        |                                   |  |

- Equipo libre:  Bolivia

| 14 de septiembre de 2023 | Brasil | 4:3 (3:1) | Paraguay | Domo José María Vargas, Maiquetía |  |
| 13:00                    |        | Reporte   |          |                                   |  |

| 14 de septiembre de 2023 | Perú | 5:2 (1:0) | Bolivia | Domo José María Vargas, Maiquetía |  |
| 15:00                    |      | Reporte   |         |                                   |  |

- Equipo libre:  Chile

## Fase final

### Cuadro de desarrollo
|  | Semifinales      | Semifinales      |        |           | Final            | Final            |  |
|  | 16 de septiembre | 16 de septiembre |        |           | 17 de septiembre | 17 de septiembre |  |
|  |                  |                  |        |           |                  |                  |  |
|  |                  |                  |        |           |                  |                  |  |
|  | Argentina        | 3                |        |           |                  |                  |  |
|  | Argentina        | 3                |        |           |                  |                  |  |
|  | Chile            | 1                |        |           |                  |                  |  |
|  | Chile            | 1                |        | Argentina | 0                |                  |  |
|  |                  |                  |        | Argentina | 0                |                  |  |
|  |                  |                  | Brasil | 1         |                  |                  |  |
|  | Brasil           | 4                | Brasil | 1         |                  |                  |  |
|  | Brasil           | 4                |        |           |                  |                  |  |
|  | Colombia         | 0                |        |           | Tercer lugar     | Tercer lugar     |  |
|  | Colombia         | 0                |        |           | Tercer lugar     | Tercer lugar     |  |
|  |                  |                  |        |           |                  |                  |  |
|  |                  |                  |        |           | Chile            | 2                |  |
|  |                  |                  |        |           | Chile            | 2                |  |
|  |                  |                  |        |           | Colombia         | 3                |  |
|  |                  |                  |        |           | Colombia         | 3                |  |
|  |                  |                  |        |           |                  |                  |  |

### Noveno puesto
| 16 de septiembre de 2023 | Ecuador | 1:0 (0:0) | Bolivia | Domo José María Vargas, Maiquetía |  |
| 12:00                    |         | Reporte   |         |                                   |  |

### Séptimo puesto
| 16 de septiembre de 2023 | Uruguay | 0:4 (0:1) | Paraguay | Domo José María Vargas, Maiquetía |  |
| 14:00                    |         | Reporte   |          |                                   |  |

### Quinto puesto
| 17 de septiembre de 2023 | Venezuela | 4:4 (2:2) (1:3 p.) | Perú | Domo José María Vargas, Maiquetía |  |
| 12:00                    |           | Reporte            |      |                                   |  |

### Semifinal
| 16 de septiembre de 2023 | Argentina | 3:1 (1:1) | Chile | Domo José María Vargas, Maiquetía |  |
| 16:30                    |           | Reporte   |       |                                   |  |

| 16 de septiembre de 2023 | Brasil | 4:0 (3;0) | Colombia | Domo José María Vargas, Maiquetía |  |
| 19:00                    |        | Reporte   |          |                                   |  |

### Tercer puesto
| 17 de septiembre de 2023 | Chile | 2:3 (1:0) | Colombia | Domo José María Vargas, Maiquetía |  |
| 14:00                    |       | Reporte   |          |                                   |  |

### Final
| 17 de septiembre de 2023 | Argentina | 0:1 (0:1) | Brasil | Domo José María Vargas, Maiquetía |  |
| 17:00                    |           | Reporte   |        |                                   |  |

| Bandera de Brasil          |
| Campeón Brasil 8.vo Título |

## Tabla general
| Pos. | Equipo    | Pts | PJ | PG | PE | PP | GF | GC | Dif. | Rend. |
| ---- | --------- | --- | -- | -- | -- | -- | -- | -- | ---- | ----- |
| 1    | Brasil    | 18  | 6  | 6  | 0  | 0  | 38 | 3  | +35  | 100%  |
| 2    | Argentina | 12  | 6  | 4  | 0  | 2  | 15 | 5  | +10  | 66,6% |
| 3    | Colombia  | 12  | 6  | 4  | 0  | 2  | 14 | 14 | 0    | 66,6% |
| 4    | Chile     | 7   | 6  | 2  | 1  | 3  | 15 | 16 | -1   | 38,8% |
| 5    | Perú      | 7   | 5  | 2  | 1  | 2  | 12 | 27 | -15  | 46,6% |
| 6    | Venezuela | 10  | 5  | 3  | 1  | 1  | 14 | 10 | +4   | 66,6% |
| 7    | Paraguay  | 6   | 5  | 2  | 0  | 3  | 13 | 12 | +1   | 40%   |
| 8    | Uruguay   | 3   | 5  | 1  | 0  | 4  | 5  | 15 | -10  | 20%   |
| 9    | Ecuador   | 3   | 5  | 1  | 0  | 4  | 5  | 14 | -9   | 20%   |
| 10   | Bolivia   | 1   | 5  | 0  | 1  | 4  | 5  | 20 | -15  | 6,66% |

## Transmisión
- Argentina: DSports/DeporTV
- Bolivia: YouTube CONMEBOL
- Brasil: SporTV
- Chile: Canal 13/DSports
- Colombia: Telepacífico/DSports
- Ecuador: Telerama/DSports
- Paraguay: Tigo Sports
- Perú: YouTube CONMEBOL/DSports[3]
- Uruguay: YouTube CONMEBOL/DSports[3]
- Venezuela: Meridiano Televisión/DSports